# Elliptisk algebra
Inom matematiken är en elliptisk algebra en viss regelbunden algebra av Gelfand–Kirillovdimension tre (kvantpolynomring i tre variabler) som korresponderar till en kubisk delare i projektiva rummet P2. Om kubiska delaren är en elliptisk kurva säges algebran vara en Sklyaninalgebra. Denna beteckning studeras i okommutativ projektiv geometri.

### Allmänna källor
- Ajitabh, Kaushal (1994), Modules over regular algebras and quantum planes, arkiverad från ursprungsadressen  den 2015-04-19, https://web.archive.org/web/20150419140628/http://dspace.mit.edu/bitstream/handle/1721.1/28088/31369741.pdf?sequence=1